# Witold Leśniak
Witold Maciej Leśniak (ur. 1969) – polski urzędnik, konsul generalny w Stambule (od 2021). 

## Życiorys
Witold Leśniak ukończył studia historyczne na Uniwersytecie Wrocławskim (1994). Przebywał na stypendium na Freie Universität w Berlinie. Pracował m.in. w Fundacji Krzyżowa, Polskim Instytucie Spraw Międzynarodowych, jako kierownik Biura Promocji i Informacji UWr (ok. 2007) oraz we wrocławskim oddziale Instytutu Pamięci Narodowej (2016). Od 2001 przebywał na stanowiskach konsularnych na placówkach dyplomatycznych w Berlinie (2001–2006), Kairze (ok. 2008), Stambule (2009–2015), Ankarze (2017–2021). 20 maja 2021 został konsulem generalnym RP w Stambule. 